# Davrey
Davrey é uma comuna francesa na região administrativa de Grande Leste, no departamento de Aube. Estende-se por uma área de 9,66 km². Em 2010 a comuna tinha 231 habitantes (densidade: 23,9 hab./km²).